# Грачёв, Константин Николаевич
Константи́н Никола́евич Грачёв (17 апреля 1927, Ленинград — 4 апреля 2013) — советский легкоатлет, специалист по бегу на короткие дистанции. Выступал за сборную СССР по лёгкой атлетике в 1950-х годах, многократный победитель и призёр первенств всесоюзного значения, участник двух летних Олимпийских игр. Представлял Ленинград и Украинскую ССР. Мастер спорта СССР.

## Биография
Константин Грачёв родился 17 апреля 1927 года в Ленинграде.
Занимался лёгкой атлетикой в Ленинграде, состоял в добровольных спортивных обществах «Торпедо» и «Спартак». Окончил Государственный дважды орденоносный институт физической культуры имени П. Ф. Лесгафта.
Впервые заявил о себе на взрослом всесоюзном уровне в сезоне 1955 года, когда вместе с ленинградской командой одержал победу в эстафете 4 × 400 метров на чемпионате СССР в Тбилиси.
В 1956 году на чемпионате страны в рамках Первой летней Спартакиады народов СССР в Москве стал серебряным призёром в беге на 400 метров, уступив только Ардалиону Игнатьеву. Благодаря череде удачных выступлений удостоился права защищать честь страны на летних Олимпийских играх в Мельбурне — стартовал в индивидуальном беге на 400 метров и в эстафете 4 × 400 метров, но в обоих случаях не смог пройти дальше предварительных квалификационных этапов.
После мельбурнской Олимпиады Грачёв остался действующим спортсменом и продолжил принимать участие в различных легкоатлетических турнирах. Так, в 1958 году он занял пятое место в эстафете 4 × 400 метров на чемпионате Европы в Стокгольме, с командой Ленинграда победил на чемпионате СССР по эстафетному бегу в Тбилиси.
В 1959 году выиграл эстафету 4 × 400 метров на чемпионате страны в рамках II летней Спартакиады народов СССР в Москве, принимал участие в матчевой встрече СССР — США в Филадельфии.
На чемпионате СССР 1960 года в Москве превзошёл всех соперников на дистанции 400 метров и завоевал золотую медаль. Благополучно прошёл отбор на Олимпийские игры в Риме, где дошёл до стадии четвертьфиналов в беге на 400 метров, а в эстафете 4 × 400 метров выбыл из борьбы уже на предварительном квалификационном этапе.
В 1961 году переехал на постоянное жительство в Днепропетровск, в составе команды Украинской ССР взял бронзу в эстафете 4 × 400 метров на чемпионате СССР в Тбилиси.
В 1963 году победил в эстафете 4 × 400 метров на чемпионате страны в рамках III летней Спартакиады народов СССР в Москве.
Скончался 4 апреля 2013 года.